# Liste des mammifères à La Réunion
Pour des articles plus généraux, voir Liste des mammifères en France, Liste des mammifères en Afrique et Faune à La Réunion.

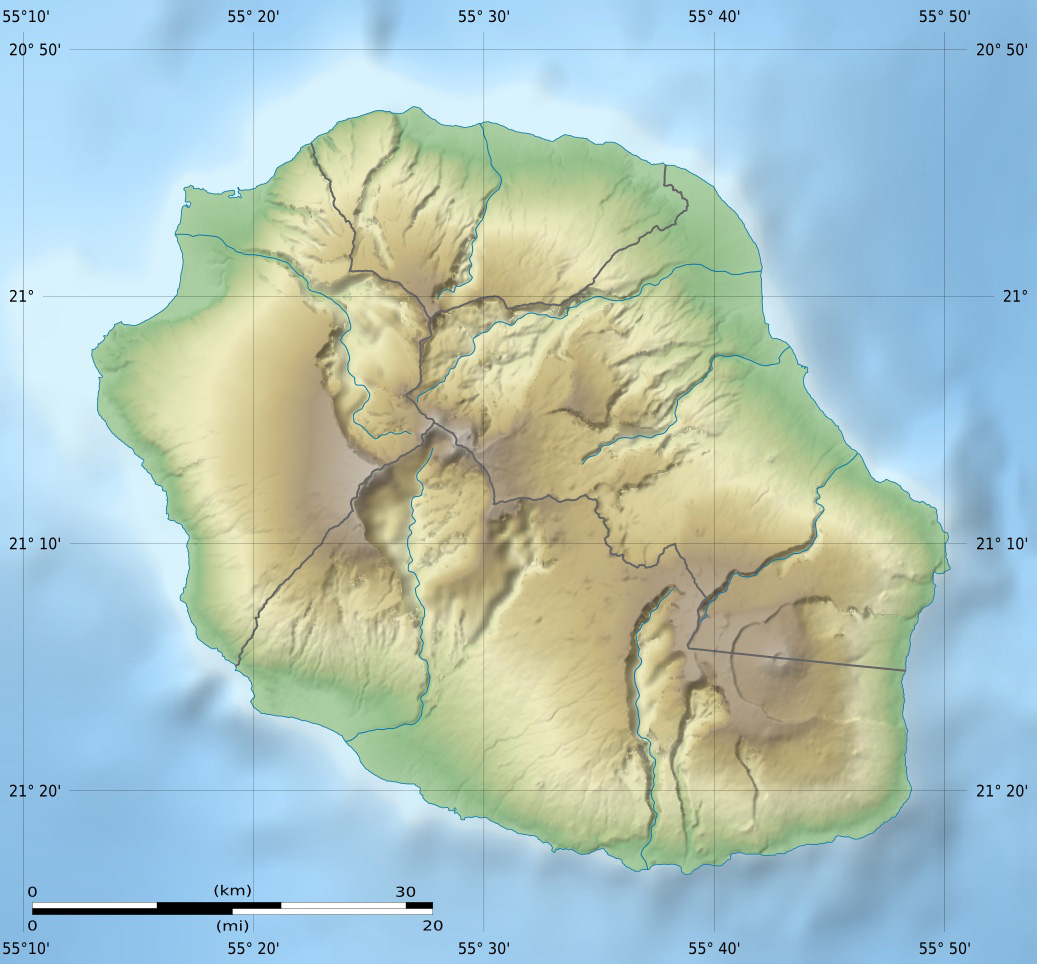
Carte topographique de La Réunion.

Localisation de La Réunion en Afrique.

Cette liste commentée recense la mammalofaune à La Réunion. Elle répertorie les espèces de mammifères réunionnais actuels et celles qui ont été récemment classifiées comme éteintes (à partir de l'Holocène, depuis donc 11 700 ans av. J.‑C.). Cette liste comporte 44 espèces réparties en neuf ordres et 21 familles, dont une est « éteinte », trois sont « en danger », quatre sont « vulnérables » et douze ont des « données insuffisantes » pour être classées (selon les critères de la liste rouge de l'UICN au niveau mondial). À l'échelle française, par la liste rouge de l'UICN France, ces mammifères n'ont pas forcément les mêmes statuts que précédemment : une est « éteinte », une autre est « en danger critique d'extinction », une est « en danger », une autre est « quasi menacée », six ont des « données insuffisantes » pour être classées et vingt sont « non applicables » (c'est-à-dire introduites, erratiques ou en limite d'aire de répartition en France, qui sont dites aussi cryptogènes).
Elle contient au moins dix espèces introduites sur ce territoire, qui sont plus ou moins bien acclimatées. Il peut contenir aussi des animaux non reconnus par la liste rouge de l'UICN (aucun mammifère ici) ou absents de la liste de l'UICN France (onze au total) et ils sont classés en « non évalué » : cela étant dû notamment au manque de données, à des espèces domestiques, disparues ou éteintes avant le XVIe siècle ou non acclimatées de manière certaine sur le territoire. Il n'existe pas à La Réunion d'espèce et de sous-espèce de mammifère endémique.

## Statuts des listes rouges de l'UICN
Les statuts de conservation utilisés par la liste rouge de l'UICN mondiale sont :
| (EX) | Éteint                  | Il n'y a pas le moindre doute sur le fait que le dernier spécimen recensé est mort.                                                                   |
| (EW) | Éteint à l'état sauvage | L'espèce est connue uniquement en captivité ou en tant que population naturalisée bien en dehors de son ancienne aire de répartition.                 |
| (CR) | En danger critique      | L'espèce risque prochainement de s'éteindre à l'état sauvage.                                                                                         |
| (EN) | En danger               | L'espèce fait face à un très gros risque d'extinction à l'état sauvage.                                                                               |
| (VU) | Vulnérable              | L'espèce fait face à un gros risque d'extinction à l'état sauvage.                                                                                    |
| (NT) | Quasi menacé            | L'espèce ne satisfait pas un ou plusieurs des critères prévus qui permettraient de la catégoriser, mais pourrait risquer de s'éteindre dans le futur. |
| (LC) | Préoccupation mineure   | Il n'y a pas de risque identifiable pour l'espèce. |
| (DD) | Données insuffisantes   | Il n'y a pas d'information adéquate qui permettraient de faire une évaluation des risques pour cette espèce.                                          |
| (NE) | Non évalué              | L'espèce n'a pas encore été confrontée aux critères précédents, n'est pas reconnue par l'UICN ou bien s'est éteinte avant le XVIe siècle.             |

Et les statuts présents dans la liste rouge de l'UICN France sont :
| (EX) | Éteint                    | Il n'y a pas le moindre doute sur le fait que le dernier spécimen recensé est mort.                                                                   |
| (EW) | Éteint à l'état sauvage   | L'espèce est connue uniquement en captivité ou en tant que population naturalisée bien en dehors de son ancienne aire de répartition.                 |
| (RE) | Éteint au niveau régional | L'espèce n'est plus présente localement en France à l'état sauvage mais se trouve dans d'autres pays.                                                 |
| (CR) | En danger critique        | L'espèce risque prochainement de s'éteindre à l'état sauvage.                                                                                         |
| (EN) | En danger                 | L'espèce fait face à un très gros risque d'extinction à l'état sauvage.                                                                               |
| (VU) | Vulnérable                | L'espèce fait face à un gros risque d'extinction à l'état sauvage.                                                                                    |
| (NT) | Quasi menacé              | L'espèce ne satisfait pas un ou plusieurs des critères prévus qui permettraient de la catégoriser, mais pourrait risquer de s'éteindre dans le futur. |
| (LC) | Préoccupation mineure     | Il n'y a pas de risque identifiable pour l'espèce. |
| (DD) | Données insuffisantes     | Il n'y a pas d'information adéquate qui permettraient de faire une évaluation des risques pour cette espèce.                                          |
| (NA) | Non applicable            | L'espèce peut être d'introduction récente ou erratique sur le territoire.                                                                             |
| (NE) | Non évalué                | L'espèce n'a pas encore été confrontée aux critères précédents, n'est pas reconnue par l'UICN ou bien s'est éteinte avant le XVIe siècle.             |

## Ordre:Afrosoricides

### Famille:Tenrécidés
| Nom vulgaire, nom binominal et citation d'auteurs | Origine et statut à La Réunion | Aire de répartition                  | Statut UICN mondial | Statut UICN France | Image         |
| ------------------------------------------------- | ------------------------------ | ------------------------------------ | ------------------- | ------------------ | ------------- |
| Tenrec acaude Tenrec ecaudatus (Schreber, 1778)   | Allochtone (Introduit),        | Aire de répartition du Tenrec acaude | [ 2 ]               | NA                 | Tenrec acaude |

## Ordre:Primates

### Famille:Hominidés
| Nom vulgaire, nom binominal et citation d'auteurs | Origine et statut à La Réunion | Aire de répartition                    | Statut UICN mondial | Statut UICN France | Image         |
| ------------------------------------------------- | ------------------------------ | -------------------------------------- | ------------------- | ------------------ | ------------- |
| Homme moderne Homo sapiens Linnaeus, 1758         | Allochtone,                    | Aire de répartition de l'Homme moderne | [ 4 ]               | (NE)               | Homme moderne |

## Ordre:Lagomorphes

### Famille:Léporidés
| Nom vulgaire, nom binominal et citation d'auteurs | Origine et statut à La Réunion | Aire de répartition                  | Statut UICN mondial | Statut UICN France | Image         |
| ------------------------------------------------- | ------------------------------ | ------------------------------------ | ------------------- | ------------------ | ------------- |
| Lièvre indien Lepus nigricollis F. Cuvier, 1823   | Allochtone (Introduit)         | Aire de répartition du Lièvre indien | [ 5 ]               | NA                 | Lièvre indien |

## Ordre:Rodentiens

### Famille:Muridés
| Nom vulgaire, nom binominal et citation d'auteurs | Origine et statut à La Réunion | Aire de répartition                    | Statut UICN mondial | Statut UICN France | Image        |
| ------------------------------------------------- | ------------------------------ | -------------------------------------- | ------------------- | ------------------ | ------------ |
| Souris grise Mus musculus Linnaeus, 1758          | Allochtone (Introduit)         | Aire de répartition de la Souris grise | [ 6 ]               | NA                 | Souris grise |
| Rat surmulot Rattus norvegicus (Berkenhout, 1769) | Allochtone (Introduit)         | Aire de répartition du Rat surmulot    | [ 7 ]               | NA                 | Rat surmulot |
| Rat noir Rattus rattus (Linnaeus, 1758)           | Allochtone (Introduit)         | Aire de répartition du Rat noir        | [ 8 ]               | NA                 | Rat noir     |

## Ordre:Soricomorphes

### Famille:Soricidés
| Nom vulgaire, nom binominal et citation d'auteurs | Origine et statut à La Réunion | Aire de répartition                       | Statut UICN mondial | Statut UICN France | Image           |
| ------------------------------------------------- | ------------------------------ | ----------------------------------------- | ------------------- | ------------------ | --------------- |
| Grande Pachyure Suncus murinus (Linnaeus, 1766)   | Allochtone (Introduit)         | Aire de répartition de la Grande Pachyure | [ 9 ]               | NA                 | Grande Pachyure |

## Ordre:Chiroptères

### Famille:Ptéropodidés
| Nom vulgaire, nom binominal et citation d'auteurs       | Origine et statut à La Réunion | Aire de répartition                       | Statut UICN mondial | Statut UICN France | Image                    |
| ------------------------------------------------------- | ------------------------------ | ----------------------------------------- | ------------------- | ------------------ | ------------------------ |
| Roussette noire Pteropus niger (Kerr, 1792)             | Autochtone (Recolonisateur),   | Aire de répartition de la Roussette noire | [ 11 ]              | [ 11 ]             | Roussette noire          |
| Roussette à collet rouge Pteropus subniger (Kerr, 1792) | Autochtone (Éteint),           | Illustration manquante                    | [ 12 ]              | [ 12 ]             | Roussette à collet rouge |

### Famille:Emballonuridés
| Nom vulgaire, nom binominal et citation d'auteurs          | Origine et statut à La Réunion | Aire de répartition                       | Statut UICN mondial | Statut UICN France | Image              |
| ---------------------------------------------------------- | ------------------------------ | ----------------------------------------- | ------------------- | ------------------ | ------------------ |
| Taphien de Maurice Taphozous mauritianus E. Geoffroy, 1818 | Autochtone,                    | Aire de répartition du Taphien de Maurice | [ 13 ]              | [ 13 ]             | Taphien de Maurice |

### Famille:Molossidés
| Nom vulgaire, nom binominal et citation d'auteurs                                                             | Origine et statut à La Réunion | Aire de répartition                           | Statut UICN mondial | Statut UICN France | Image                  |
| --- | ------------------------------ | --------------------------------------------- | ------------------- | ------------------ | ---------------------- |
| Tadaride de la Réunion Mormopterus francoismoutoui Goodman, van Vuuren, Ratrimomanarico, Probst & Bowie, 2008 | Autochtone (Endémique),        | Aire de répartition du Tadaride de la Réunion | [ 14 ]              | (NE)               | Illustration manquante |

### Famille:Vespertilionidés
| Nom vulgaire, nom binominal et citation d'auteurs                      | Origine et statut à La Réunion | Aire de répartition                                   | Statut UICN mondial | Statut UICN France | Image                       |
| ---------------------------------------------------------------------- | ------------------------------ | ----------------------------------------------------- | ------------------- | ------------------ | --------------------------- |
| Scotophile des Mascareignes Scotophilus borbonicus (E. Geoffroy, 1803) | Autochtone                     | Aire de répartition de la Scotophile des Mascareignes | [ 16 ]              | [ 16 ]             | Scotophile des Mascareignes |

## Ordre:Cétacés

### Famille:Balænidés
| Nom vulgaire, nom binominal et citation d'auteurs               | Origine et statut à La Réunion | Aire de répartition                                | Statut UICN mondial | Statut UICN France | Image                    |
| --------------------------------------------------------------- | ------------------------------ | -------------------------------------------------- | ------------------- | ------------------ | ------------------------ |
| Baleine franche australe Eubalaena australis (Desmoulins, 1822) | Erratique,                     | Aire de répartition de la Baleine franche australe | [ 17 ]              | NA                 | Baleine franche australe |

### Famille:Balænoptéridés
| Nom vulgaire, nom binominal et citation d'auteurs                   | Origine et statut à La Réunion | Aire de répartition                              | Statut UICN mondial | Statut UICN France | Image                     |
| ------------------------------------------------------------------- | ------------------------------ | ------------------------------------------------ | ------------------- | ------------------ | ------------------------- |
| Petit Rorqual antarctique Balaenoptera bonaerensis Burmeister, 1867 | Erratique                      | Aire de répartition du Petit Rorqual antarctique | [ 18 ]              | NA                 | Petit Rorqual antarctique |
| Rorqual boréal Balaenoptera borealis Lesson, 1828                   | Peut-être autochtone,          | Aire de répartition du Rorqual boréal            | [ 21 ]              | (NE)               | Rorqual boréal            |
| Rorqual de Bryde Balaenoptera edeni Anderson, 1879                  | Autochtone,                    | Aire de répartition du Rorqual de Bryde          | [ 22 ]              | (NE)               | Rorqual de Bryde          |
| Baleine bleue Balaenoptera musculus (Linnaeus, 1758)                | Peut-être autochtone,          | Aire de répartition de la Baleine bleue          | [ 24 ]              | (NE)               | Baleine bleue             |
| Rorqual commun Balaenoptera physalus (Linnaeus, 1758)               | Erratique                      | Aire de répartition du Rorqual commun            | [ 25 ]              | NA                 | Rorqual commun            |
| Baleine à bosse Megaptera novaeangliae (Borowski, 1781)             | Autochtone                     | Aire de répartition de la Baleine à bosse        | [ 26 ]              | [ 26 ]             | Baleine à bosse           |

### Famille:Delphinidés
| Nom vulgaire, nom binominal et citation d'auteurs                  | Origine et statut à La Réunion | Aire de répartition                                    | Statut UICN mondial | Statut UICN France | Image                           |
| ------------------------------------------------------------------ | ------------------------------ | ------------------------------------------------------ | ------------------- | ------------------ | ------------------------------- |
| Dauphin commun Delphinus delphis Linnaeus, 1758                    | Erratique                      | Aire de répartition du Dauphin commun                  | [ 27 ]              | (NE)               | Dauphin commun                  |
| Orque pygmée Feresa attenuata Gray, 1874                           | Erratique                      | Aire de répartition de l'Orque pygmée                  | [ 28 ]              | NA                 | Orque pygmée                    |
| Globicéphale tropical Globicephala macrorhynchus Gray, 1846        | Autochtone                     | Aire de répartition du Globicéphale tropical           | [ 29 ]              | [ 29 ]             | Globicéphale tropical           |
| Dauphin de Risso Grampus griseus (G. Cuvier, 1812)                 | Autochtone                     | Aire de répartition du Dauphin de Risso                | [ 30 ]              | (NE)               | Dauphin de Risso                |
| Dauphin de Fraser Lagenodelphis hosei Fraser, 1956                 | Autochtone                     | Aire de répartition du Dauphin de Fraser               | [ 31 ]              | [ 31 ]             | Dauphin de Fraser               |
| Orque Orcinus orca (Linnaeus, 1758)                                | Erratique                      | Aire de répartition de l'Orque                         | [ 32 ]              | NA                 | Orque                           |
| Péponocéphale Peponocephala electra (Gray, 1846)                   | Autochtone                     | Aire de répartition du Péponocéphale                   | [ 33 ]              | [ 33 ]             | Péponocéphale                   |
| Fausse Orque Pseudorca crassidens (Owen, 1846)                     | Erratique                      | Aire de répartition de la Fausse Orque                 | [ 34 ]              | NA                 | Fausse Orque                    |
| Dauphin tacheté pantropical Stenella attenuata (Gray, 1846)        | Autochtone                     | Aire de répartition du Dauphin tacheté pantropical.    | [ 35 ]              | [ 35 ]             | Dauphin tacheté pantropical     |
| Dauphin bleu et blanc Stenella coeruleoalba (Meyen, 1833)          | Erratique                      | Aire de répartition du Dauphin bleu et blanc           | [ 36 ]              | NA                 | Dauphin bleu et blanc           |
| Dauphin à long bec Stenella longirostris (Gray, 1828)              | Autochtone                     | Aire de répartition du Dauphin à long bec              | [ 37 ]              | [ 37 ]             | Dauphin à long bec              |
| Sténo Steno bredanensis (G. Cuvier in Lesson, 1828)                | Autochtone                     | Aire de répartition du Sténo                           | [ 38 ]              | (NE)               | Sténo                           |
| Grand Dauphin de l'océan Indien Tursiops aduncus (Ehrenberg, 1833) | Autochtone                     | Aire de répartition du Grand Dauphin de l'océan Indien | [ 39 ]              | [ 39 ]             | Grand Dauphin de l'océan Indien |
| Grand Dauphin commun Tursiops truncatus (Montagu, 1821)            | Autochtone                     | Aire de répartition du Grand Dauphin commun            | [ 40 ]              | [ 40 ]             | Grand Dauphin commun            |

### Famille:Kogiidés
| Nom vulgaire, nom binominal et citation d'auteurs  | Origine et statut à La Réunion | Aire de répartition                    | Statut UICN mondial | Statut UICN France | Image           |
| -------------------------------------------------- | ------------------------------ | -------------------------------------- | ------------------- | ------------------ | --------------- |
| Cachalot pygmée Kogia breviceps (Blainville, 1838) | Erratique                      | Aire de répartition du Cachalot pygmée | [ 41 ]              | NA                 | Cachalot pygmée |
| Cachalot nain Kogia sima (Owen, 1866)              | Erratique                      | Aire de répartition du Cachalot nain   | [ 42 ]              | NA                 | Cachalot nain   |

### Famille:Physétéridés
| Nom vulgaire, nom binominal et citation d'auteurs    | Origine et statut à La Réunion | Aire de répartition                   | Statut UICN mondial | Statut UICN France | Image          |
| ---------------------------------------------------- | ------------------------------ | ------------------------------------- | ------------------- | ------------------ | -------------- |
| Grand Cachalot Physeter macrocephalus Linnaeus, 1758 | Autochtone                     | Aire de répartition du Grand Cachalot | [ 43 ]              | [ 43 ]             | Grand Cachalot |

### Famille:Ziphiidés
| Nom vulgaire, nom binominal et citation d'auteurs                   | Origine et statut à La Réunion | Aire de répartition                               | Statut UICN mondial | Statut UICN France | Image                    |
| ------------------------------------------------------------------- | ------------------------------ | ------------------------------------------------- | ------------------- | ------------------ | ------------------------ |
| Mésoplodon de Blainville Mesoplodon densirostris (Blainville, 1817) | Erratique                      | Aire de répartition du Mésoplodon de Blainville   | [ 44 ]              | NA                 | Mésoplodon de Blainville |
| Baleine à bec de Cuvier Ziphius cavirostris G. Cuvier, 1823         | Erratique                      | Aire de répartition de la Baleine à bec de Cuvier | [ 45 ]              | NA                 | Baleine à bec de Cuvier  |

## Ordre:Artiodactyles

### Famille:Bovidés
| Nom vulgaire, nom binominal et citation d'auteurs | Origine et statut à La Réunion | Aire de répartition                     | Statut UICN mondial | Statut UICN France | Image         |
| ------------------------------------------------- | ------------------------------ | --------------------------------------- | ------------------- | ------------------ | ------------- |
| Chèvre égagre Capra hircus Linnaeus, 1758         | Allochtone (Introduit)         | Aire de répartition de la Chèvre égagre | [ 47 ]              | (NE)               | Chèvre égagre |

### Famille:Cervidés
| Nom vulgaire, nom binominal et citation d'auteurs | Origine et statut à La Réunion | Aire de répartition                 | Statut UICN mondial | Statut UICN France | Image        |
| ------------------------------------------------- | ------------------------------ | ----------------------------------- | ------------------- | ------------------ | ------------ |
| Cerf de Java Rusa timorensis (Blainville, 1822)   | Allochtone (Introduit)         | Aire de répartition du Cerf de Java | [ 48 ]              | NA                 | Cerf de Java |

## Ordre:Carnivores

### Famille:Canidés
| Nom vulgaire, nom binominal et citation d'auteurs     | Origine et statut à La Réunion | Aire de répartition              | Statut UICN mondial | Statut UICN France | Image     |
| ----------------------------------------------------- | ------------------------------ | -------------------------------- | ------------------- | ------------------ | --------- |
| Royal Bourbon (chien) Canis familiaris Linnaeus, 1758 | Allochtone (Introduit)         | Aire de répartition du Loup gris | [ 49 ]              | (NE)               | Loup gris |

### Famille:Otariidés
| Nom vulgaire, nom binominal et citation d'auteurs                       | Origine et statut à La Réunion | Aire de répartition                                  | Statut UICN mondial | Statut UICN France | Image                       |
| ----------------------------------------------------------------------- | ------------------------------ | ---------------------------------------------------- | ------------------- | ------------------ | --------------------------- |
| Otarie de l'île d'Amsterdam Arctocephalus tropicalis (J. E. Gray, 1872) | Erratique                      | Aire de répartition de l'Otarie de l'île d'Amsterdam | [ 50 ]              | NA                 | Otarie de l'île d'Amsterdam |

### Famille:Phocidés
| Nom vulgaire, nom binominal et citation d'auteurs         | Origine et statut à La Réunion | Aire de répartition                              | Statut UICN mondial | Statut UICN France | Image                   |
| --------------------------------------------------------- | ------------------------------ | ------------------------------------------------ | ------------------- | ------------------ | ----------------------- |
| Éléphant de mer austral Mirounga leonina (Linnaeus, 1758) | Erratique                      | Aire de répartition de l'Éléphant de mer austral | [ 51 ]              | NA                 | Éléphant de mer austral |

### Famille:Félidés
| Nom vulgaire, nom binominal et citation d'auteurs | Origine et statut à La Réunion | Aire de répartition                 | Statut UICN mondial | Statut UICN France | Image        |
| ------------------------------------------------- | ------------------------------ | ----------------------------------- | ------------------- | ------------------ | ------------ |
| chat haret Felis catus Schreber, 1777             | Allochtone (Introduit)         | Aire de répartition du Chat sauvage | [ 52 ]              | (NE)               | Chat sauvage |